# Pauline Krikke
Pauline Christine Krikke (Sneek, 9 mei 1961) is een Nederlands bestuurder. Van 17 maart 2017 tot en met 6 oktober 2019 was zij burgemeester van de gemeente Den Haag. Eerder was Krikke burgemeester van Arnhem (2001-2013). Krikke is lid van de VVD.

## Loopbaan

### Studie
Krikke volgde een bibliotheekopleiding aan de Frederik Muller Academie (Hogeschool van Amsterdam) en studeerde rechten aan de Vrije Universiteit Amsterdam (niet voltooid). Zij was als student betrokken bij de Studentenvereniging voor Internationale Betrekkingen, was actief in de Executive Committee of the International Youth and Student Movement, een jongerenorganisatie van de Verenigde Naties (ISMUN), migratievraagstukken en multiculturele samenlevingen.

### Politiek
Zij was campagneleider voor de VVD in Amsterdam, voorzitter van de permanente scoutingscommissie van de VVD en richtte in 1986 een eigen bedrijf op voor dienstverlening op het gebied van campagnevoering, congressen en evenementen.
In 1994 werd zij gekozen in de gemeenteraad van Amsterdam. Twee jaar later werd zij benoemd tot wethouder voor economische zaken, lucht- en zeehaven. Na de gemeenteraadsverkiezingen van 1998 kreeg zij de portefeuilles voor Economische Zaken en Werkgelegenheid en Bouwen, Wonen en Economie.

### Burgemeester van Arnhem
In september 2001 werd zij burgemeester van de Gelderse hoofdstad Arnhem. In april 2007 gaf de gemeenteraad goedkeuring aan een herbenoeming van Krikke voor zes jaar (alleen de fracties van de SP en Zuid Centraal stemden tegen). In oktober 2012 deelde zij mee dat zij geen derde ambtstermijn als burgemeester van Arnhem ambieerde. Ze trad op 1 juli 2013 af en werd op 19 augustus 2013 opgevolgd door de CDA'er Herman Kaiser. Als haar grootste prestatie geldt de sluiting in 2006 van de raamprostitutie in het Spijkerkwartier.

### Scheepvaartmuseum
Van 1 oktober 2014 tot 1 januari 2016 was Krikkes hoofdfunctie buiten de politiek algemeen directeur van Het Scheepvaartmuseum te Amsterdam. Op 10 december 2015 werd bekend dat zij vanwege een conflict met de Raad van Toezicht van het museum op zou stappen als directeur.

### Eerste Kamer
Na de Eerste Kamerverkiezingen van 26 mei 2015 was zij lid van de VVD-Eerste Kamerfractie tot 17 maart 2017.

### Burgemeester van Den Haag
Op 6 februari 2017 droeg de gemeenteraad van Den Haag Krikke voor om burgemeester van deze gemeente te worden als opvolgster van haar partijgenoot Jozias van Aartsen. De ministerraad nam deze voordracht over, waarna ze per 17 maart dat jaar in haar ambt werd benoemd.

#### Kritiek en ontslag
In januari 2019 kreeg Krikke scherpe kritiek vanwege haar rol als burgemeester bij het uit de hand gelopen vreugdevuur te Scheveningen tijdens de jaarwisseling van 2018-2019. Door hoogleraar staats- en bestuursrecht Jon Schilder van de Vrije Universiteit Amsterdam werd haar onbehoorlijk bestuur verweten. Ze zou ernstige bestuurlijke fouten hebben gemaakt bij het toestaan van vreugdevuren in Scheveningen en Duindorp. De Onderzoeksraad voor Veiligheid stelde een onderzoek in naar de gebeurtenissen en de rol van Krikke.
Op 3 oktober 2019 bracht de OVV zijn rapport uit. Daaruit bleek dat afspraken over de veiligheid onduidelijk waren en niet goed op papier stonden. Bovendien was het convenant waarop de afspraken waren gebaseerd nooit naar het nieuwe bestuur van de organiserende stichting gestuurd. Drie dagen na het verschijnen van de rapportage trok Krikke haar conclusie en diende ze haar ontslag in als burgemeester van Den Haag.
Per 1 juli 2020 werd Jan van Zanen, op dat moment burgemeester van Utrecht, benoemd als haar opvolger.
In de tussenliggende periode werd het burgemeesterschap waargenomen door Johan Remkes.

## Bekende nevenfuncties
Krikke was vanaf 1996 lid van de Nationale Havenraad en vanaf 2003 lid van de Taskforce Jeugdwerkloosheid. Op 1 maart 2003 werd ze door de minister van Onderwijs, Cultuur en Wetenschap benoemd tot lid van de Raad van Toezicht van de Technische Universiteit Eindhoven (TU/e). In 2007 werd ze herbenoemd; haar tweede termijn eindigde in 2011. Vanaf 2007 was zij voorzitter van het Landelijk Samenwerkingsverband GBKN (Grootschalige Basiskaart Nederland).
Krikke is voorzitter van de Raad van Advies van Staatsbosbeheer, voorzitter van de adviescommissie verbetering IJ-oeververbindingen en lid van de Stichting Oekonomische Politiek. Zij is vanaf 2004 lid van de Vereniging Aegon en vanaf 2012 voorzitter van het Strategisch Adviescollege Verbond van Verzekeraars. Sinds januari 2011 is zij voorzitter van het Landelijk Overleg Consumentenbelangen Openbaar Vervoer en sinds 1 juli 2012 van de Raad van Toezicht van de Rijksdienst voor het Wegverkeer.
In november 2016 werd Krikke door staatssecretaris Martijn van Dam van Economische Zaken benoemd tot voorzitter van de Raad voor Dierenaangelegenheden.

## Onderscheidingen
Bij haar afscheid als burgemeester van de gemeente Arnhem werd Krikke benoemd tot ridder in de Orde van Oranje-Nassau. Tevens ontving zij van het gemeentebestuur van Arnhem een gouden stadspenning.
Als afscheidscadeau schonk Krikke vijf zitbanken, naar ontwerp van de Arnhemse kunstenaar Arthur Rottier, aan het uiterwaardenpark Stadsblokken-Meinerswijk.